# Wise Dan
Wise Dan est un cheval de course pur-sang anglais américain né en 2007. Membre du Hall of Fame des courses américaines, il a été élu deux fois cheval de l'année aux États-Unis.

## Carrière de courses
Né dans le Kentucky et castré dès son plus jeune âge (ce qui le prive d'emblée de toute perspective de carrière classique), Wise Dan est poulain de basse extraction et son mentor, Charles LoPresti, ne fait pas partie du gratin des entraîneurs américains. Il commence sa carrière à trois ans au début de l'année 2010 et commence à faire parler de lui en octobre lorsqu'il remporte un groupe 3, les Phoenix Stakes, sur l'hippodrome de Keeneland. Cette victoire lui donne un sésame pour participer à la Breeders' Cup, qui se tient cette année-là près de chez lui à Churchill Downs. Aligné dans le sprint, il se comporte honorablement et termine sixième.  

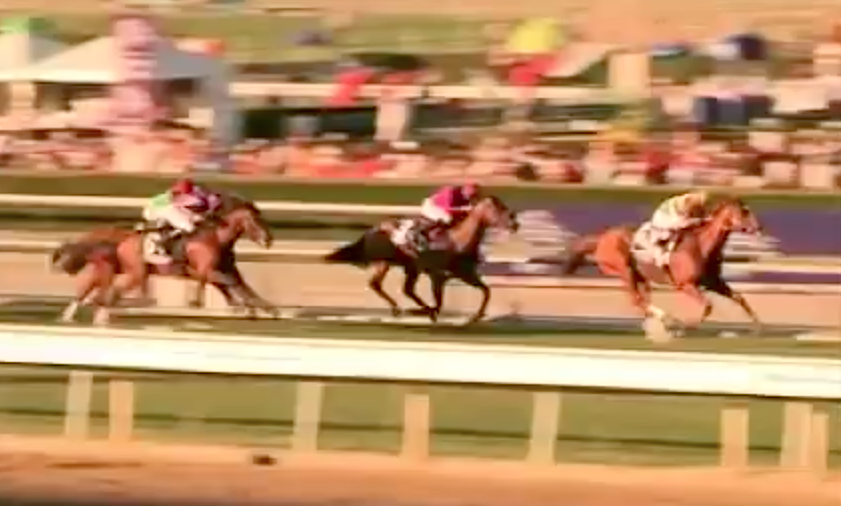
Breeders' Cup Mile 2012

La deuxième saison de Wise Dan débute mal, par une série de défaites qui conduit Charles LoPresti à tester son cheval sur une piste en gazon. Et ce petit dépaysement le remet d'aplomb : Wise Dan s'impose avec autorité dans un groupe 2, le Firecracker Handicap. A l'automne, il se frotte aux meilleurs dans le Shadwell Turf Mile Stakes et termine bon quatrième derrière le champion Gio Ponti. Le cheval a franchi un cap et d'ailleurs il revient avec succès sur le dirt en raflant les Fayette Stakes, qu'il enchaîne avec son premier groupe 1, le Clark Handicap, monté pour la première fois par John Velazquez, qui devient alors son jockey attitré. En fin d'année, Wise Dan reçoit de la FIAH un rating de 121, ce qui fait de lui le cinquième cheval américain de l'année.  

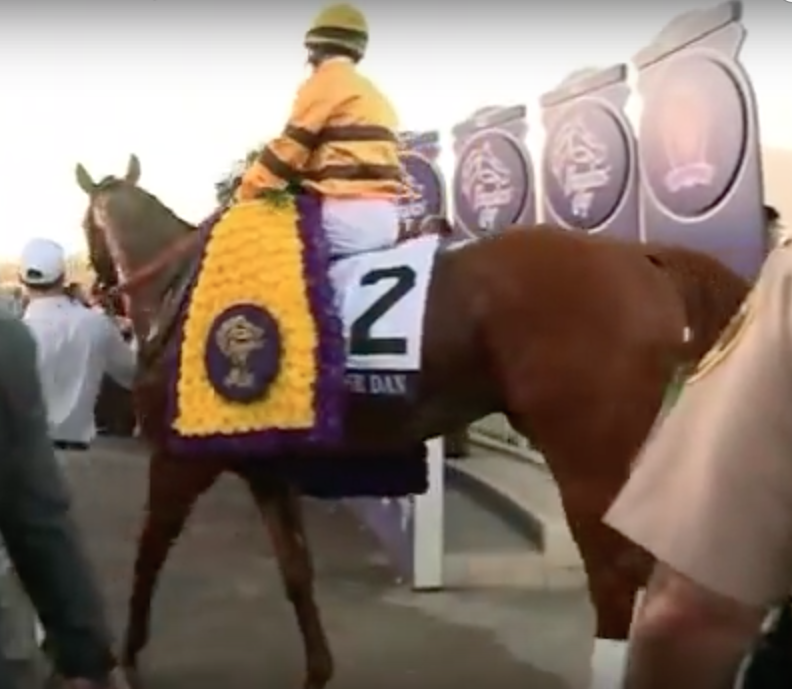
Après sa victoire dans la BC Mile 2012

Wise Dan a changé de statut. Pour sa rentrée en 2012, il défait Big Blue Kitten, futur cheval de l'année sur le gazon, dans un groupe 3 à Keeneland, les Ben Ali Stakes, où il bat le record de la piste. Battu ensuite de peu dans le Stephen Forster Handicap, un groupe 1, il s'impose brillamment dans le Fourstardave Handicap puis s'en va quérir le Woodbine Mile au Canada et enchaîne avec le Shadwell Turf Mile Stakes. Le voilà prêt, et favori pour la Breeders' Cup Mile, une course qui sourit régulièrement aux Européens. Ceux-ci ont délégué des milers de talent, notamment la Française Moonlight Cloud et l'Anglais Excelebration. Mais Wise Dan ne s'en laisse pas conter et l'emporte avec brio devant le champion Animal Kingdom, lauréat l'année précédente du Kentucky Derby et futur vainqueur de la Dubaï World Cup, et Excelebration. Une performance et un chrono exceptionnel de 1'31"78, record de la piste, à 37 centième du record du monde sur le mile, qui lui vaut tous les éloges. Avec un rating de 129, le cinquième meilleur rating au monde en 2012, il est officiellement le meilleur cheval entraîné aux États-Unis. Et les Eclipse Awards tournent au triomphe : Wise Dan est élu cheval d'âge de l'année, meilleur cheval sur le gazon et, consécration, cheval de l'année. C'est la première fois qu'un cheval réalise un tel grand chelem depuis le légendaire John Henry en 1981, et Wise Dan devient le troisième hongre après Forego et John Henry à obtenir le titre suprême. 
L'année 2013 est tout aussi fructueuse que la précédente pour Wise Dan qui semble plus fringant que jamais à six ans. Il rentre victorieusement dans le Maker's Mark Mile puis enchaîne avec le Turf Classic et conserve son titre dans le Firecracker Handicap. Il est intouchable et remporte une neuvième victoire consécutive dans le Woodbine Mile, s'appropriant là aussi le record de la piste en 1'31"75 et conserve également son titre dans le Shadwell Turf Mile. Enfin, il conserve son invincibilité en réussissant le doublé dans la Breeders' Cup Mile devant le Britannique Olympic Glory. Crédité à nouveau d'un rating de 129, il termine troisième des classements mondiaux de la FIAH et réédite son exploit aux Eclipse Awards, étant une nouvelle fois sacré cheval d'âge de l'année, meilleur cheval sur le gazon et cheval de l'année. 
Insatiable, Wise Dan reste à l'entraînement à 7 ans et poursuit sa litanie de victoires. Un nouveau doublé, cette fois dans le Maker's Mark Mile, puis un autre dans le Turf Classic. Une frayeur toutefois, le 16 mai : le champion fait une crise de coliques, un mal souvent fatal pour les chevaux. Mais il est opéré et sauvé, et son entourage annonce qu'il va reprendre sa carrière. Et trois mois plus tard, Wise Dan est de retour, un retour gagnant, d'un nez, dans le Bernard Baruch Handicap, un groupe 2 disputé à Saratoga. Il est toujours le roi, et en apporte la preuve avec un nouveau succès dans le Shadwell Turf Mile en octobre, son treizième groupe 1. Le dernier aussi. Quelques jours plus tard, Charles LoPresti annonce que le cheval est blessé, qu'il est forfait pour la Breeders' Cup (où il devait tenter d'égaler le record de trois victoires de Goldikova) et, qu'à son âge et avec une telle carrière, il ne reparaîtra en piste qu'à la seule condition d'avoir recouvré l'intégralité de ses moyens.   
Wise Dan surmonte sa blessure, revient à l'entraînement à l'été 2015 et se prépare pour une rentrée dans le Woodbine Mile. Mais une nouvelle blessure, qui n'a rien à voir avec la précédente, oblige son entourage à renoncer au come back. Et Wise Dan de couler une retraite bien méritée, partagée entre la propriété de son entraîneur et Old Friends Equine, une sorte de maison de retraite où de nombreux champions viennent finir leurs jours dans les herbes grasses du Kentucky. En 2020, il est élu au Hall of Fame des courses américaines. 

### Résumé de carrière
| Date         | Hippodrome         | Pays        | Course                    | Statut      | Distance    | Jockey        | Place       | Écart       | Vainqueur ou deuxième |
| 2010, 3 ans  | 2010, 3 ans        | 2010, 3 ans | 2010, 3 ans               | 2010, 3 ans | 2010, 3 ans | 2010, 3 ans   | 2010, 3 ans | 2010, 3 ans | 2010, 3 ans           |
| ------------ | ------------------ | ----------- | ------------------------- | ----------- | ----------- | ------------- | ----------- | ----------- | --------------------- |
| 26 février   | Turfway Park       | États-Unis  | Maiden                    |             | 1 300 m     | F. De La Cruz | 5e / 11     |             |                       |
| 27 mars      | Turfway Park       | États-Unis  | Maiden                    |             | 1 200 m     | J. McKee      | 1er / 10    | 15 ½        | Mo's Millions         |
| 1er mai      | Churchill Downs    | États-Unis  | Allowance                 |             | 1 200 m     | J. Leparoux   | 1er / 11    | 3 ½         | Macjoey               |
| 8 octobre    | Keeneland          | États-Unis  | Phoenix Stakes            | Gr. 3       | 1 200 m     | R. Bejarano   | 1er / 11    | 1/2         | Hollywood Hit         |
| 6 novembre   | Churchill Downs    | États-Unis  | Breeders' Cup Sprint      | Gr. 1       | 1 200 m     | R. Bejarano   | 6e / 12     | 2 ¾         | Big Drama             |
| 2011, 4 ans  |                    |             |                           |             |             |               |             |             |                       |
| 16 avril     | Keeneland          | États-Unis  | Commonwealth Stakes       | Gr. 2       | 1 400 m     | J. Leparoux   | 4e / 5      | 5           | Aikenite              |
| 6 mai        | Churchill Downs    | États-Unis  | Alysheba Stakes           | Gr. 3       | 1 700 m     | J. Leparoux   | 8e / 9      | 4 ½         | First Dude            |
| 4 juillet    | Churchill Downs    | États-Unis  | Firecracker Handicap      | Gr. 2       | 1 600 m     | J. Court      | 1er / 10    | 2 ¾         | Baryshnikov           |
| 10 septembre | Presque Isle Downs | États-Unis  | Presque Ile Mile Stakes   |             | 1 600 m     | J. Court      | 1er / 11    | 1/2         | Jimmy Simms           |
| 8 octobre    | Keeneland          | États-Unis  | Shadwell Turf Mile Stakes | Gr. 1       | 1 600 m     | J. Court      | 4e / 8      | 1 ¾         | Gio Ponti             |
| 29 octobre   | Keeneland          | États-Unis  | Fayette Stakes            | Gr. 2       | 1 800 m     | J. Leparoux   | 1er / 10    | 4           | Ioya Bigtime          |
| 25 novembre  | Churchill Downs    | États-Unis  | Clark Handicap            | Gr. 1       | 1 800 m     | J. Velazquez  | 1er / 13    | 3 ¾         | Mission Impazible     |
| 2012, 5 ans  |                    |             |                           |             |             |               |             |             |                       |
| 22 avril     | Keeneland          | États-Unis  | Ben Ali Stakes            | Gr. 3       | 1 800 m     | J. Velazquez  | 1er / 7     | 10 ½        | Big Blue Kitten       |
| 17 juin      | Churchill Downs    | États-Unis  | Stephen Foster Handicap   | Gr. 1       | 1 800 m     | J. Velazquez  | 2e / 8      | tête        | Ron The Greek         |
| 11 août      | Saratoga           | États-Unis  | Fourstardave Handicap     | Gr. 2       | 1 600 m     | J. Velazquez  | 1er / 7     | 5           | Corporate Jungle      |
| 16 septembre | Woodbine           | Canada      | Woodbine Mile Stakes      | Gr. 1       | 1 600 m     | J. Velazquez  | 1er / 9     | 3 ¼         | Hunters Bay           |
| 6 octobre    | Keeneland          | États-Unis  | Shadwell Turf Mile Stakes | Gr. 1       | 1 600 m     | J. Lezcano    | 1er / 12    | 2 ¼         | Wilcox Inn            |
| 3 novembre   | Santa Anita        | États-Unis  | Breeders' Cup Mile        | Gr. 1       | 1 600 m     | J. Velazquez  | 1er / 9     | 1 ½         | Animal Kingdom        |
| 2013, 6 ans  |                    |             |                           |             |             |               |             |             |                       |
| 12 avril     | Keeneland          | États-Unis  | Maker's Mark Mile Stakes  | Gr. 1       | 1 600 m     | J. Lezcano    | 1er / 5     | 1           | Data Link             |
| 4 mai        | Churchill Downs    | États-Unis  | Turf Classic Stakes       | Gr. 1       | 1 800 m     | J. Lezcano    | 1er / 7     | 4 ¾         | Optimizer             |
| 30 juin      | Churchill Downs    | États-Unis  | Firecracker Handicap      | Gr. 2       | 1 600 m     | J. Velazquez  | 1er / 5     | 2           | Lea                   |
| 10 août      | Saratoga           | États-Unis  | Fourstardave Handicap     | Gr. 2       | 1 600 m     | J. Velazquez  | 1er / 6     | 1 ¼         | King Kreesa           |
| 15 septembre | Woodbine           | Canada      | Woodbine Mile Stakes      | Gr. 1       | 1 600 m     | J. Velazquez  | 1er / 6     | 3 ½         | Za Approval           |
| 5 octobre    | Keeneland          | États-Unis  | Shadwell Turf Mile Stakes | Gr. 1       | 1 600 m     | J. Velazquez  | 2e / 10     | 1 ¼         | Silver Max            |
| 2 novembre   | Santa Anita        | États-Unis  | Breeders' Cup Mile        | Gr. 1       | 1 600 m     | J. Lezcano    | 1er / 10    | 3/4         | Za Approval           |
| 2014, 7 ans  |                    |             |                           |             |             |               |             |             |                       |
| 11 avril     | Keeneland          | États-Unis  | Maker's Mark Mile Stakes  | Gr. 1       | 1 600 m     | J. Velazquez  | 1er / 6     | 3/4         | Kaigun                |
| 3 mai        | Churchill Downs    | États-Unis  | Turf Classic Stakes       | Gr. 1       | 1 800 m     | J. Velazquez  | 1er / 10    | tête        | Seek Again            |
| 30 août      | Saratoga           | États-Unis  | Bernard Baruch Handicap   | Gr. 2       | 1 600 m     | J. Velazquez  | 1er / 9     | nez         | Optimizer             |
| 4 octobre    | Keeneland          | États-Unis  | Shadwell Turf Mile Stakes | Gr. 1       | 1 600 m     | J. Velazquez  | 1er / 8     | 1           | Grand Arch            |

## Origines
Wise Dan est issu d'un modeste étalon, Wiseman's Ferry, qui en piste n'eut pour seul titre de gloire une victoire dans un groupe 3 en Virginie. Sa mère, Lisa Danielle, une fille du champion sud-africain Wolf Power, se transcenda au haras puisqu'elle donna, outre Wise Dan, plusieurs chevaux ayant fait une honorable carrière, et surtout un autre cheval de premier plan, Successful Dan (Successful Appeal), vainqueur au niveau groupe 2 et plusieurs fois placé de groupe 1.

### Pedigree
| Origines de Wise Dan (USA), hongre alezan, 2007 | Origines de Wise Dan (USA), hongre alezan, 2007 | Origines de Wise Dan (USA), hongre alezan, 2007 | Origines de Wise Dan (USA), hongre alezan, 2007 |
| ----------------------------------------------- | ----------------------------------------------- | ----------------------------------------------- | ----------------------------------------------- |
| Père Wiseman's Ferry (USA) 1999                 | Hennessy (USA) 1993                             | Storm Cat                                       | Storm Bird                                      |
| Père Wiseman's Ferry (USA) 1999                 | Hennessy (USA) 1993                             | Storm Cat                                       | Terlingua                                       |
| Père Wiseman's Ferry (USA) 1999                 | Hennessy (USA) 1993                             | Island Kitty                                    | Hawaii                                          |
| Père Wiseman's Ferry (USA) 1999                 | Hennessy (USA) 1993                             | Island Kitty                                    | T. C. Kitten                                    |
| Père Wiseman's Ferry (USA) 1999                 | Emmaus (USA) 1994                               | Silver Deputy                                   | Deputy Minister                                 |
| Père Wiseman's Ferry (USA) 1999                 | Emmaus (USA) 1994                               | Silver Deputy                                   | Silver Valley                                   |
| Père Wiseman's Ferry (USA) 1999                 | Emmaus (USA) 1994                               | La Affirmed                                     | Affirmed                                        |
| Père Wiseman's Ferry (USA) 1999                 | Emmaus (USA) 1994                               | La Affirmed                                     | La Mesa                                         |
| Mère Lisa Danielle (USA) 1994                   | Wolf Power (SAF) 1978                           | Flirting Around                                 | Round Table                                     |
| Mère Lisa Danielle (USA) 1994                   | Wolf Power (SAF) 1978                           | Flirting Around                                 | Happy Flirt                                     |
| Mère Lisa Danielle (USA) 1994                   | Wolf Power (SAF) 1978                           | Pandora                                         | Casabianca                                      |
| Mère Lisa Danielle (USA) 1994                   | Wolf Power (SAF) 1978                           | Pandora                                         | Blue Siren                                      |
| Mère Lisa Danielle (USA) 1994                   | Askmysecretary (USA) 1982                       | Secretariat                                     | Bold Ruler                                      |
| Mère Lisa Danielle (USA) 1994                   | Askmysecretary (USA) 1982                       | Secretariat                                     | Somethingroyal                                  |
| Mère Lisa Danielle (USA) 1994                   | Askmysecretary (USA) 1982                       | Laquiola                                        | Lyphard                                         |
| Mère Lisa Danielle (USA) 1994                   | Askmysecretary (USA) 1982                       | Laquiola                                        | Kalila (famille 5-h)                            |